# Kamil Jóźwiak
Kamil Jóźwiak (Międzyrzecz, 1998. április 22. –) lengyel válogatott labdarúgó, az amerikai Charlotte csatárja.

## Pályafutása

### Klubcsapatokban
Jóźwiak a lengyelországi Międzyrzecz városában született. Az ifjúsági pályafutását a Junior Zbąszynek és a Lechia Zielona Góra csapatában kezdte, majd 2011-ben a Lech Poznań akadémiájánál folytatta.
2014-ben mutatkozott be a Lech Poznań tartalék, majd 2016-ban az első osztályban szereplő felnőtt csapatában. Először a 2016. február 28-ai, Jagiellonia Białystok ellen 2–0-ra elvesztett mérkőzés félidejében, Kebba Ceesayt váltva lépett pályára. Első gólját 2016. május 15-én, a Ruch Chorzów ellen 3–0-ra megnyert találkozón szerezte meg. A 2016–17-es szezon második felében a másodosztályú GKS Katowice csapatát erősítette kölcsönben. 2020-ban az angol Derby County-hoz igazolt. 2020. szeptember 19-én, a Luton Town ellen 2–1-re elvesztett bajnokin debütált.
2022. március 11-én 3½ éves szerződést kötött az újonnan alakult észak-amerikai első osztályban érdekelt Charlotte együttesével. Először a 2022. május 1-jei, Orlando City ellen 2–1-re elvesztett mérkőzés 68. percében, Daniel Armando Ríos cseréjeként lépett pályára. Első gólját 2023. április 2-án, a Toronto ellen idegenben 2–2-es döntetlennel zárult találkozón szerezte meg.

### A válogatottban
Jóźwiak az U16-ostól az U21-esig minden korosztályú válogatottban képviselte Lengyelországot.
2019-ben debütált a felnőtt válogatottban. Először a 2019. november 19-ei, Szlovénia ellen 3–2-re megnyert mérkőzés 86. percében, Sebastian Szymańskit váltva lépett pályára. Első válogatott gólját 2020. november 18-án, Hollandia ellen 2–1-re elvesztett Nemzetek Ligája-mérkőzésen szerezte meg.

## Statisztikák
2023. június 25. szerint
| Klub                      | Szezon   | Osztály      | Bajnokság | Bajnokság | Kupa  | Kupa | Nemzetközi | Nemzetközi | Összesen | Összesen |
| Klub                      | Szezon   | Osztály      | Meccs     | Gól       | Meccs | Gól  | Meccs      | Gól        | Meccs    | Gól      |
| ------------------------- | -------- | ------------ | --------- | --------- | ----- | ---- | ---------- | ---------- | -------- | -------- |
| Lech Poznań               | 2015–16  | Ekstraklasa  | 10        | 1         | 3     | 0    | —          | —          | 13       | 1        |
| Lech Poznań               | 2016–17  | Ekstraklasa  | 6         | 0         | 2     | 0    | —          | —          | 8        | 0        |
| Lech Poznań               | 2017–18  | Ekstraklasa  | 20        | 3         | 1     | 0    | 1          | 1          | 22       | 4        |
| Lech Poznań               | 2018–19  | Ekstraklasa  | 31        | 3         | 2     | 0    | 2          | 0          | 35       | 3        |
| Lech Poznań               | 2019–20  | Ekstraklasa  | 35        | 8         | 4     | 1    | —          | —          | 39       | 9        |
| Lech Poznań               | 2020–21  | Ekstraklasa  | 2         | 0         | 0     | 0    | 1          | 0          | 3        | 0        |
| Lech Poznań               | Összesen | Összesen     | 104       | 15        | 12    | 1    | 4          | 1          | 120      | 17       |
| GKS Katowice (kölcsönben) | 2016–17  | I Liga       | 12        | 2         | 0     | 0    | —          | —          | 12       | 2        |
| Derby County              | 2020–21  | Championship | 41        | 1         | 0     | 0    | —          | —          | 41       | 1        |
| Derby County              | 2021–22  | Championship | 17        | 0         | 3     | 0    | —          | —          | 20       | 0        |
| Derby County              | Összesen | Összesen     | 58        | 1         | 3     | 0    | 0          | 0          | 61       | 1        |
| Charlotte                 | 2022     | MLS          | 19        | 0         | 3     | 0    | —          | —          | 22       | 0        |
| Charlotte                 | 2023     | MLS          | 11        | 2         | 2     | 2    | —          | —          | 13       | 4        |
| Charlotte                 | Összesen | Összesen     | 30        | 2         | 5     | 2    | 0          | 0          | 35       | 4        |
| Összesen                  | Összesen | Összesen     | 204       | 20        | 20    | 3    | 4          | 1          | 228      | 24       |

### A válogatottban
| Válogatott    | Év       | Pályára lépés | Gól |
| ------------- | -------- | ------------- | --- |
| Lengyelország | 2019     | 1             | 0   |
| Lengyelország | 2020     | 8             | 1   |
| Lengyelország | 2021     | 13            | 2   |
| Összesen      | Összesen | 22            | 3   |

#### Góljai a válogatottban
| # | Időpont            | Helyszín                                   | Ellenfél     | Gólok | Eredmény | Kiírás                                     |
| - | ------------------ | ------------------------------------------ | ------------ | ----- | -------- | ------------------------------------------ |
| 1 | 2020. november 18. | Śląski Stadion, Chorzów, Lengyelország     | Hollandia    | 1–0   | 1–2      | 2020–2021-es UEFA Nemzetek Ligája (A liga) |
| 2 | 2021. március 25.  | Puskás Aréna, Budapest, Magyarország       | Magyarország | 2–2   | 3–3      | 2022-es VB-selejtező                       |
| 3 | 2021. november 12. | Nemzeti Stadion, Andorra la Vella, Andorra | Andorra      | 2–0   | 4–1      | 2022-es VB-selejtező                       |

## Sikerei, díjai
Lech Poznań
- Ekstraklasa
  - Ezüstérmes (1): 2019–20

- Lengyel Kupa
  - Döntős (1): 2015–16

- Lengyel Szuperkupa
  - Győztes (1): 2017